# Wilmington (CDP, New York)
Pour les articles homonymes, voir Wilmington.
Wilmington est une census-designated place du comté d'Essex, dans l'État de New York, aux États-Unis,. En 2020, elle compte une population de 937 habitants.